# Fémlemez

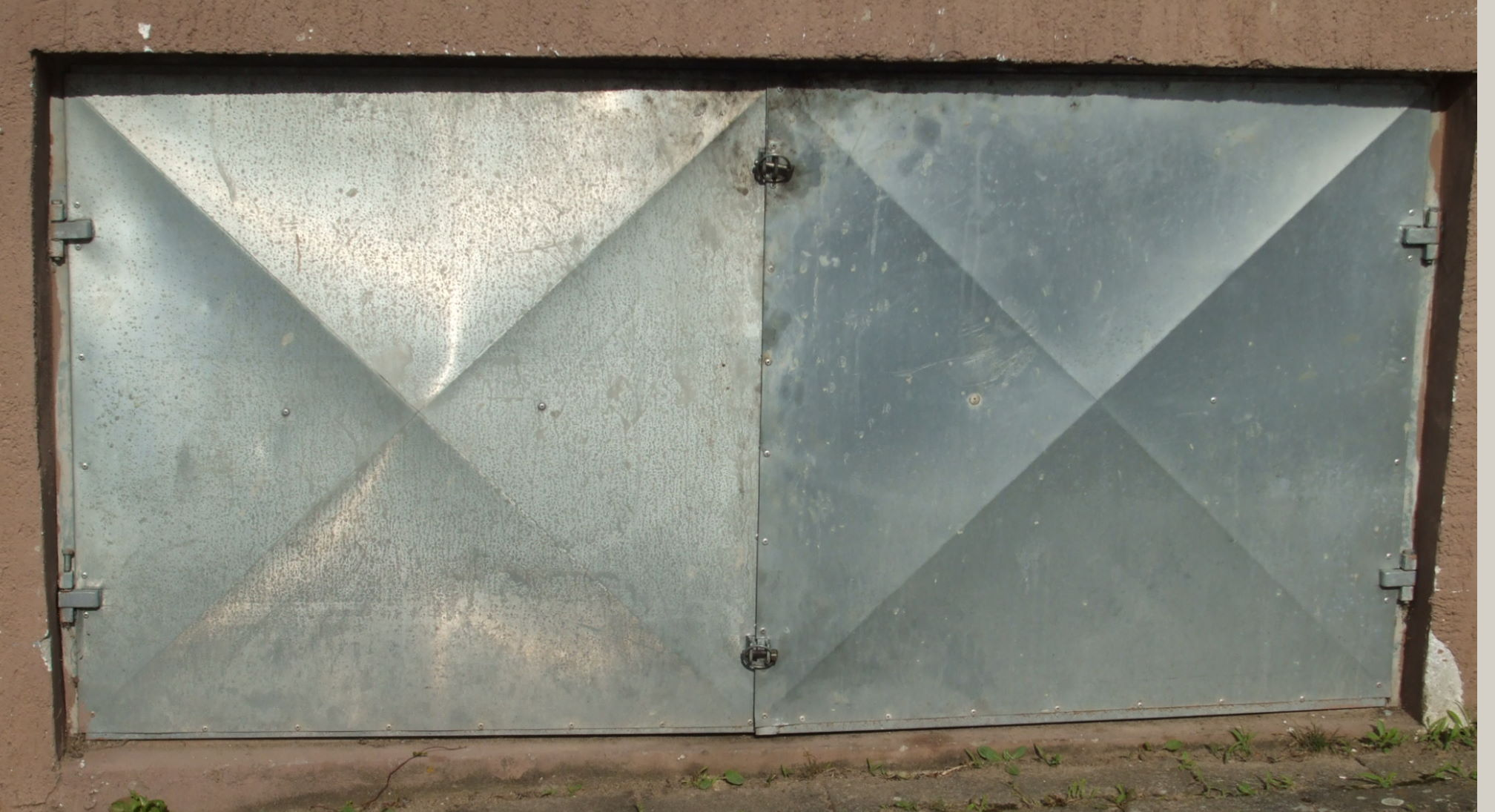
Fémlemez ajtók

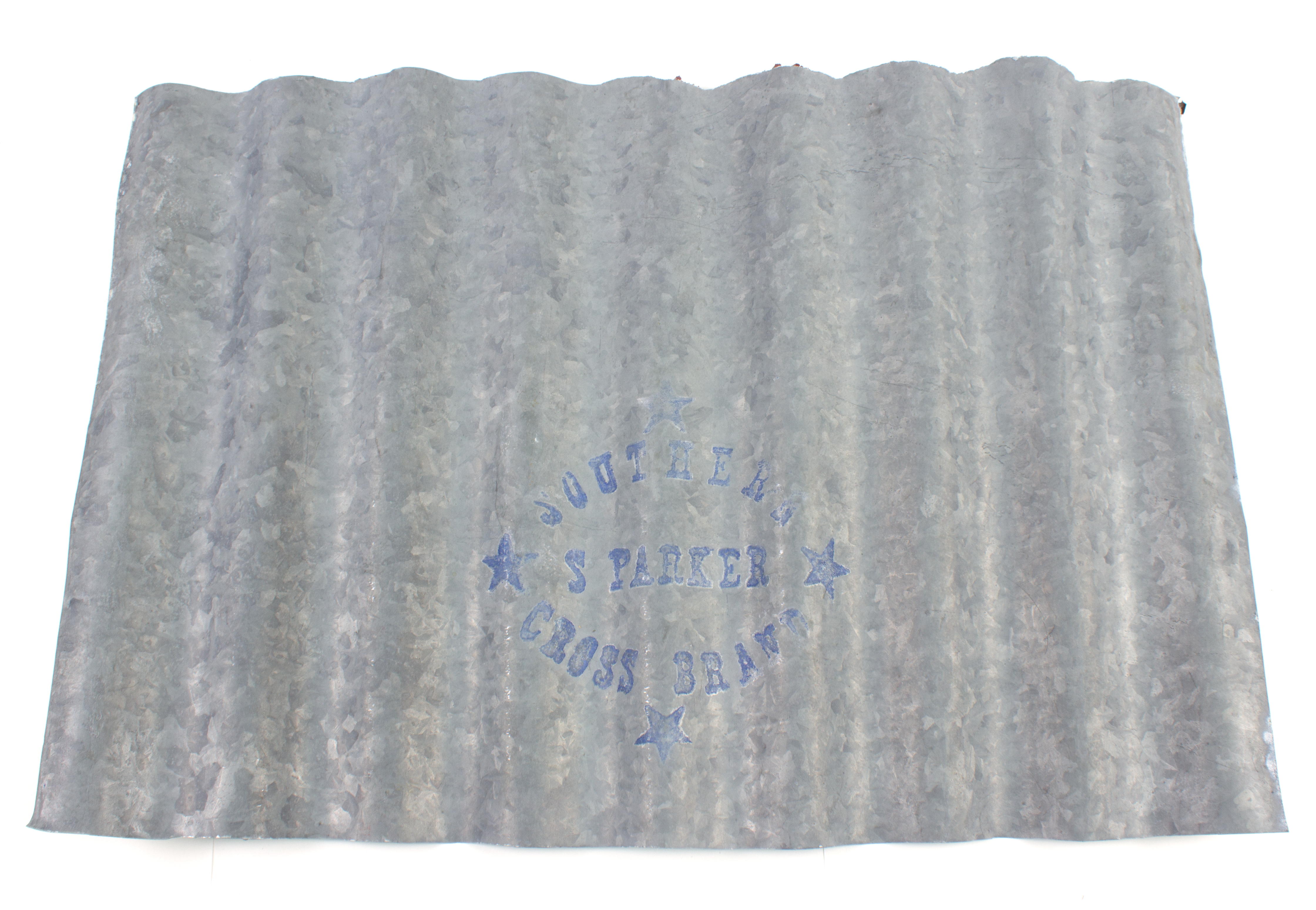
Hullámos fémlemez

A lemez az a fémlap, mely szélességéhez és hosszához viszonyítva vékony. A 2,6 cm-nél vastagabb lemezeket azonban már lapoknak (páncélos lap), az igen vékonyakat pedig füstnek (arany füst, ezüst füst stb.) is nevezzük. A lemezt manapság hengerelik, régebben kalapáccsal nyújtották ki, sőt az aranyból, ezüstből vagy a rézötvényekből készített fémfüstöt ma is így gyártják. Lemezt minden fémből hengerelhetünk, még pedig vagy a rendes hőmérsékletnél (mint az ólmot), vagy gyengén melegítve (mint a cinket) vagy pedig vörösizzásnál (mint a vasat), csak arra ügyeljünk, hogy a lemeznek a hengerléskor keletkező ridegségét elvegyünk, ez pedig úgy történik, hogy a lemezt megizzítjuk s ezután az anyag tulajdonsága szerint lassan (pl. a vasat) vagy gyorsabban (pl. a rezet) lehűtjük. Az ólom, ón és cink lemez kilágyításra nem szorul. A szerkezeti célokra szolgáló lemezt a kihengerlés után kalapáccsal való kopogtatással meg is vizsgálják.
Az iparban igen sokféle lemezt használnak, legtöbb faja a vas lemeznek van. Fekete lemez az, melynek felszínén a hengerléskor keletkező reveréteg még rajta van, ha erről a reveréteget keféléssel vagy hasonló művelettel eltávolítjuk, súrolt lemez a neve. A kikészített vagy dresszírozott lemezek azok, melyeket a reverétegnek csávázással vagy más módon történő eltávolítása után fényezett kemény hengerek között kihengereltek és fojtóan elzárt lágyító üstökben izzítással és ezt követő lassú lehűtéssel kilágyítottak. Míg a súrolt lemezeknek sötét kékesszürke felszínük van, a kikészített lemezek széle barnás, kékes, ibolyás vagy sárgás futtatás színeket láttat (az izzításkor keletkező oxidáció miatt). A mechanikai úton kifényesített lemezeket csiszoltaknak nevezzük. Habos (moirírozott) lemezek az ónozott lemezek, melyeket gyengén megmelegítenek s ezután vízben lehűtenek. Az ón ekkor gyöngyház- vagy jégvirágszerűen kristályosodik. A firnászolt lemezek átlátszó firnásszal bevont lemezek, a habos lemezeket színes firnásszal is bekenik, hogy az ón kristályok szinjátékát jobban emeljék. Ha a lemezeket színnyomtatás, patronozás vagy festés útján díszitik, ekkor mintázott lemez, ha pedig fénymázzal egészen bekenik, lakkozott vagy fénymázas lemez a nevük. Vannak még lyukgatott, hullámozott, bordázott, guillochált, ónozott, cinkezett stb. vas lemezek. A vas lemezt a használhatóság szerint nevezik. Így pl. van zár- (0,4-0,5 mm vastag), tető-, cső- (0,56-0,57 mm vastag), kazán- (6–16 mm vastag), hajó- és páncéllemez Az ún. kompound- vagy kettős lemezeket összehegesztett kovácsvas- és acéllapokból hengerlik; ezek az acél keménységét a vas szívósságával egyesítik s ezért különösen páncélos hajók borítására igen alkalmasak.
A vas lemez után leghasználtabb a vörösréz, sárgaréz, tombak és bronz lemez, melyet szintén nyersen vagy kikészítve hoznak forgalomba. Van fekete, csávázott vagy súrolt sárgaréz lemez, a használat szerint pedig fedőlemez, csőlemez, hajólemez, pénzlemez stb.
Az iparban nagyobb fontossága van még a cink, argentán, britannia, ólom, ón és alumínium lemezeknek is. A cinket különösen a bádogosipar használja tetőfedésre, edények és fürdőkádak készítésére. A vékony ónlemezt folionak vagy sztaniolnak is nevezik. Az ún. tükör foliót, melynek vastagsága 0,0162 mm, a tükörgyártásban használják. Az argentán és britannia lemezből finomabb evő- és asztali készleteket, az aluminiumból pedig díszmű-áru cikkeket készítenek.